# Pegaeophyton watsonii
Pegaeophyton watsonii är en korsblommig växtart som beskrevs av Al-shehbaz. Pegaeophyton watsonii ingår i släktet Pegaeophyton och familjen korsblommiga växter. Inga underarter finns listade i Catalogue of Life.